# 유럽쌍살벌
유럽쌍살벌(European paper wasp)은 쌍살벌속에 속하는 쌍살벌 종으로서, 가장 잘 알려진 종 중 하나다. 학명은 폴리스테스 도미눌라(Polistes dominula). 다른 쌍살벌에 비해 식성이 상당히 다양해서 자원이 부족할 때도 높은 생존능력을 보여준다.
유럽쌍살벌은 구애장에서 집단구혼을 한다. 대부분의 사회적 곤충이 한 배의 새끼들인 것과 달리, 유럽쌍살벌은 군락 내 개체 중 35% 가량이 혈연관계가 아니다.